# Партия Батлера
Партия местного управления граждан и рабочих Британской империи, также известная как Партия местного управления Батлера и Партия Батлера, (англ. British Empire Citizens' and Workers' Home Rule Party; Butler Home Rule Party; Butler Party) — бывшая серия политических партий в Тринидаде и Тобаго, организованных священником духовных баптистов и радикальным профсоюзным деятелем Тубалом Урия Батлером.

## История
Тубал Урия Батлер (1897—1977) основал свою партию в 1936 году после выхода из Тринидадской лейбористской партии. Тем не менее, он провёл большую часть периода между 1937 и 1945 годами в тюрьме после того, как был арестован в ходе рабочих волнений 1937 года и заключён в тюрьму до 1939 года. После освобождения он был вновь арестован в начале Второй мировой войны в 1939 году, потому что его рассматривали как угрозу безопасности для одного из основных поставок из Тринидада и Тобаго в Великобританию — поставок нефти. После того, как он был освобождён из тюрьмы в конце войны, Батлер реформировал партию, чтобы участвовать в парламентских выборах 1946 года. Партия заняла второе место в выборах, получив три места Законодательного совета. На выборах 1950 года, в которых другая крупная партия Объединённый фронт не участвовала, партия Батлера стала крупнейшей партией Совета. Тем не менее, хотя она получила 6 из 18 мест, правительство было сформировано Альбертом Гомесом из Партии политических групп прогресса. На выборах 1956 года партия получила только 2 места. На следующих выборах 1961 года доля голосов за партию Батлера снизилась до 0,4 % и оба места были потеряны. В 1966 году партия получила только 704 голоса, после чего она больше не участвовала в выборах.